# Tossal del Ginebre
El Tossal del Ginebre és una muntanya de 716 metres que es troba al municipi de Biosca, a la comarca catalana del Solsonès.